# Mantispa variolosa
Mantispa variolosa är en insektsart som beskrevs av Navás 1914. Mantispa variolosa ingår i släktet Mantispa och familjen fångsländor. Inga underarter finns listade i Catalogue of Life.